# Hermann Schubert
Hermann Cäsar Hannibal Schubert (Potsdam, Província de Brandemburgo, Reino da Prússia, 22 de maio de 1848 – Hamburgo, Império Alemão, 20 de julho de 1911) foi um matemático alemão.
Schubert foi um dos principais desenvolvedores da geometria enumerativa, que considera aquelas partes da geometria algébrica que envolve um número finito de soluções. Em 1874 Schubert ganhou um prêmio por resolver um problema proposto por Hieronymus Georg Zeuthen. O cálculo de Schubert é denominado em sua memória.
Schubert foi tutor de Adolf Hurwitz no Realgymnasium Andreanum em Hildesheim, responsável por Hurwitz ter estudado sob a orientação de Felix Klein na Universidade Técnica de Munique.

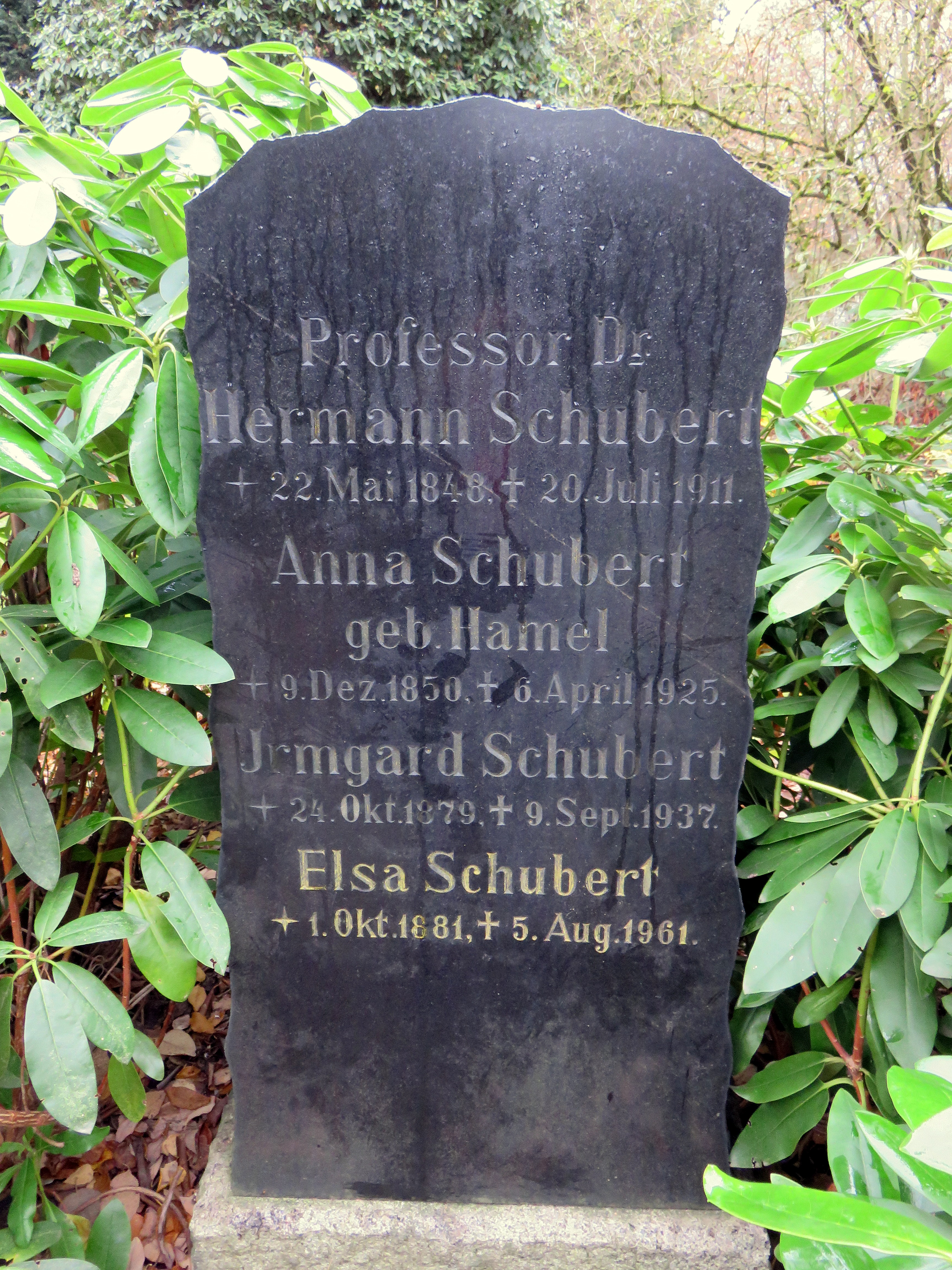
Sepultura de Hermann Schubert no Cemitério de Ohlsdorf

Está sepultado no Cemitério de Ohlsdorf.